# Onthophagus wagamen
Onthophagus wagamen là một loài bọ cánh cứng trong họ Bọ hung (Scarabaeidae).